# Comissão Armand
A Comissão Armand foi a primeira Comissão da Comunidade Europeia da Energia Atómica (Euratom), entre 1958 e 1959. O seu presidente foi o francês Louis Armand. 
Houve mais duas comissões posteriores até a Euratom ser fundida com a Comunidade Europeia do Carvão e do Aço e a Comunidade Económica Europeia em 1967 para dar lugar à Comunidade Europeia.
Ver também;
- Comissão Hirsch (1959-1962)
- Comissão Chatenet (1962-1967)